# Jakob Kneser
Jakob Kneser (* 1968) ist ein Redakteur, Regisseur und Autor. Er ist Autor zahlreicher Beiträge in der WDR-Sendereihe Quarks, vormals Quarks & Co.

## Leben
Kneser wuchs in München und Bonn auf. Er studierte Philosophie, Geschichte und Religionswissenschaft und arbeitete ab 2002 als Regisseur, Autor und Redakteur, für den Rundfunk auch als Produzent. Er erstellte zahlreiche Reportagen, Features und Dokumentationen für Kunst- und Wissenschaftssendungen, darunter für ARTE und Quarks auf WDR. Seit 2006 sind es längere Sachformate für das Fernsehen, seit 2009 ist er zudem freiberuflicher Dozent für Publizistik an der Humboldt-Universität zu Berlin. Er lebt in Köln.

## Auszeichnungen
- 2012: Kölner Medienpreis in der Sparte TV als Autor des Quarks-Beitrages „Zeitreise durch 2000 Jahre“ 2012[3]
- 2015: Deutscher Naturfilmpreis des Darsser Naturfilmfestival für die Regie in „Der letzte Raubzug“ 2014
- 2015: Deutscher Umwelt- und Nachhaltigkeitspreis von NaturVision für die Regie in „Der letzte Raubzug“ 2014
- 2010: Bester Wissenschaftsfilm, vergeben von Green Screen für die Regie des Films „Schwärme – Intelligenz der Massen“ 2009[4]

## Filmografie (Auszug)
Kneser ist Regisseur von:
- 2017: Unter Fremden – Eine Reise zu Europas neuen Rechten Documentary, ARTE
- 2012: Arktis – Quarks & Co, Direktor
- 2010: Schwärme – Intelligenz der Massen, 3sat Dokumentation
- 2006: Abspann. Das Ende von Super8